# Ветвейский хребет
Ветвейский хребет — один из основных хребтов Корякского нагорья, высотой до 1443 метра и длиной 350 км. Протяжен в глубине материковой части Камчатского края, параллельно соседнему Пылгинскому хребту, от которого отделен поймой реки Вывенка.

## История исследования
Первым из европейцев весной 1697 хребет пересек со своими людьми атаман Владимир Атласов во время Камчатской экспедиции. Впоследствии А. Васьковский в своих работах по изучению Корякского нагорья вместо значительной по протяженности Корякской цепи выделил и назвал ряд разноориентированных хребтов — Ветвейский (как самый крупный — 350 км), почти меридиональный Южно-Майнский (190 км) и широтные кулисообразно расположенные Койвэ-рэланский и Мейныпильгынский (длина каждого из них составляет 150—200 км).

## Экономика
С 1990-х годов предприятие «Корякгеолдобыча» (входит в ГК «Ренова») ведёт в отрогах Ветвейского хребта промышленную добычу платины из месторождений Сейнав-Гальмоэнанского рудно-россыпного узла, расположенного в междуречье правых притоков Вывенки и левого притока реки Ветвей вблизи горы Сейнав. Разработка этих месторождений играет ведущую роль в мировой добыче россыпной платины. В 1997 году предприятие добыло более 7 тонн платины на четырёх участках, однако впоследствии объёмы добычи снизились. Так, в 2017 году предприятие добыло на месторождении Левтыринываям и участке Ледяной (в пределах долины ручья Ледяной и левого притока реки Ветвей) 343 кг платины, сохранив результат на уровне 2016 года.